# Sisto di Borbone-Parma
Sisto di Borbone-Parma, nome completo Sixtus Ferdinand Maria Ignazio Alfred Robert (Wartegg, 1º agosto 1886 – Parigi, 14 marzo 1934), è stato un militare spagnolo principe dei Borbone-Parma, ufficiale nell'esercito belga nella prima guerra mondiale e la figura principale nell'affare Sisto.

## Nascita e infanzia
Il principe Sisto era il quattordicesimo dei ventiquattro figli del Duca Roberto I (1848-1907), il secondo avuto dalla seconda moglie l'Infanta Maria Antonia di Braganza (1862-1959), figlia del re Michele di Portogallo. Il padre era stato l'ultimo Duca sovrano di Parma, spodestato a 10 anni nel corso delle guerre d'indipendenza italiane. 
Il castello di Wartegg dove Sisto nacque si trovava in Svizzera presso il confine con l'Austria, ma la famiglia ducale viveva soprattutto fra il castello di Schwarzau, nella Bassa Austria, dove passava la maggior parte dell'anno, e la Villa Piànore, una grande proprietà tra Pietrasanta e Camaiore nella provincia italiana di Lucca, dove si trasferiva per passare l'inverno.
I principi appresero a parlare l'italiano, il francese, il tedesco, lo spagnolo, il portoghese e l'inglese. Ricordava la sorella Zita: «Siamo cresciuti in un ambiente internazionale. Mio padre si considerava all'inizio come un francese e passava qualche settimana ogni anno con i maggiori dei suoi figli al castello di Chambord, la sua principale proprietà sulla Loira. Io gli chiesi un giorno come ci dovevamo descrivere. Lui rispose: "Noi siamo principi francesi che hanno regnato in Italia". In effetti, dei ventiquattro figli solo tre sono nati in Italia»

## Prima guerra mondiale
Durante la prima guerra mondiale il principe Sisto e suo fratello il principe Saverio di Borbone-Parma vollero combattere per gli alleati, nonostante alcuni dei loro fratelli maggiori fossero ufficiali nell'esercito austriaco e la sorella Zita fosse sposata con l'arciduca Carlo, più tardi Imperatore Carlo I d'Austria e Re d'Ungheria, mentre la sorella maggiore Maria Luisa, allora defunta, era stata la moglie di Ferdinando I di Bulgaria, per la quale combattevano i figli. Non potendo militare per la Francia che non accetta nelle forze armate i membri di case reali francesi, si arruolarono nell'esercito belga, grazie al fatto di essere cugini da parte di madre della regina.

## L'affaire Sisto
Immediatamente dopo la sua ascesa al trono e con maggiore intensità dal 1917 l'imperatore Carlo iniziò segrete trattative di pace con la Francia utilizzando i cognati come mediatori, all'insaputa dell'alleata Germania. Quando questa voce iniziò a circolare nell'aprile 1918 Carlo negò ogni cosa, finché il primo ministro francese Georges Clemenceau non rese pubbliche delle lettere autografe, il che indebolì ulteriormente la posizione dell'Austria nei confronti di un'offesa Germania: tutto ciò è noto come affare Sisto.
Dopo la guerra Sisto pubblicò un volume sulle vicende di cui era stato protagonista, suscitando grande scalpore anche in Italia.

## Matrimonio e figli[1]
Il 14 marzo 1919 sposò a Parigi la principessa Hedwige de la Rochefoucauld (1896-1986), figlia del principe Armand, duca di Doudeauville, e della principessa Louise Radziwill. 
Sisto ed Hedwige ebbero un'unica figlia: la principessa Isabella Maria Antonietta Luisa Edvige di Borbone-Parma, (1922-2015), sposata nel 1943 col conte Roger Alexander Lucien de la Rochefoucauld (1915-1970), figlio del conte Pierre Paul (1887-1970) e di sua moglie Henriette Marguerite Marie de La Roche (1892-1980), con discendenza.

## Opere[8]
Il principe Sisto pubblicò alcune opere, tutte in francese.
- L'offre de paix séparée de l'Autriche - 5 décembre 1916-12 octobre 1917. Avec deux lettres autographes de l'empereur Charles et une note autographe du comte Czernin (L'offerta dell'Austria di una pace separata - 5 dicembre 1916 - 12 ottobre 1917. Con due lettere autografe dell'imperatore Carlo e una nota autografa del conte Czernin), Plon-Nourri, Parigi, 1920;
- La Reine d'Étrurie (La regina d'Etruria) [1782-1824], Calmann-Lévy, 1928;
- con Hector de Béarn, Au coeur du grand desert : explorations sahariennes : journal de la mission Alger-Tchad (Nel cuore del grande deserto - esplorazioni sahariane, diario della missione Algeri - Ciad), Portiques, Parigi, 1931, seconda edizione;
- La dernière conquète du roi: Alger 1830 (L'ultima conquista del re: Algeri 1830), Calmann-Lévy, Parigi, 1930, 2 volumi;
- prefazione e note ad Henri de Chambord, Voyage en Italie: 1839 à 1840 (Viaggio in Italia, dal 1839 al 1840), Éditions de France, Parigi, 1933;

## Ascendenza
|                                           |                            |                                             | Genitori                                       |  |  | Nonni |  |  | Bisnonni                  |  |  | Trisnonni             |  |
|                                           |                            |                                             |                                                |  |  |       |  |  | Carlo Ludovico di Borbone |  |  | Ludovico I di Etruria |  |
|                                           |                            |                                             |                                                |  |  |       |  |  | Carlo Ludovico di Borbone |  |  | Ludovico I di Etruria |  |
|                                           |                            | Maria Luisa di Borbone-Spagna               |                                                |  |  |       |  |  | Carlo Ludovico di Borbone |  |  |                       |  |
| Carlo III di Parma                        |                            |                                             |                                                |  |  |       |  |  | Carlo Ludovico di Borbone |  |  |                       |  |
|                                           |                            | Maria Teresa di Savoia                      | Vittorio Emanuele I di Savoia                  |  |  |       |  |  |                           |  |  |                       |  |
|                                           |                            | Maria Teresa di Savoia                      | Vittorio Emanuele I di Savoia                  |  |  |       |  |  |                           |  |  |                       |  |
|                                           |                            | Maria Teresa di Savoia                      | Maria Teresa d'Austria-Este                    |  |  |       |  |  |                           |  |  |                       |  |
| Roberto I di Parma                        |                            | Maria Teresa di Savoia                      |                                                |  |  |       |  |  |                           |  |  |                       |  |
|                                           |                            | Carlo di Borbone-Francia                    | Carlo X di Francia                             |  |  |       |  |  |                           |  |  |                       |  |
|                                           |                            | Carlo di Borbone-Francia                    | Carlo X di Francia                             |  |  |       |  |  |                           |  |  |                       |  |
|                                           |                            | Carlo di Borbone-Francia                    | Maria Teresa di Savoia                         |  |  |       |  |  |                           |  |  |                       |  |
| Luisa Maria di Borbone-Francia            |                            | Carlo di Borbone-Francia                    |                                                |  |  |       |  |  |                           |  |  |                       |  |
|                                           |                            | Carolina di Borbone-Due Sicilie             | Francesco I delle Due Sicilie                  |  |  |       |  |  |                           |  |  |                       |  |
|                                           |                            | Carolina di Borbone-Due Sicilie             | Francesco I delle Due Sicilie                  |  |  |       |  |  |                           |  |  |                       |  |
|                                           |                            | Carolina di Borbone-Due Sicilie             | Maria Clementina d'Asburgo                     |  |  |       |  |  |                           |  |  |                       |  |
| Sisto di Borbone-Parma                    |                            | Carolina di Borbone-Due Sicilie             |                                                |  |  |       |  |  |                           |  |  |                       |  |
|                                           | Giovanni VI del Portogallo | Pietro III del Portogallo                   |                                                |  |  |       |  |  |                           |  |  |                       |  |
|                                           | Giovanni VI del Portogallo | Pietro III del Portogallo                   |                                                |  |  |       |  |  |                           |  |  |                       |  |
|                                           | Giovanni VI del Portogallo | Maria I del Portogallo                      |                                                |  |  |       |  |  |                           |  |  |                       |  |
| Michele del Portogallo                    | Giovanni VI del Portogallo |                                             |                                                |  |  |       |  |  |                           |  |  |                       |  |
|                                           |                            | Carlotta Gioacchina di Borbone-Spagna       | Carlo IV di Spagna                             |  |  |       |  |  |                           |  |  |                       |  |
|                                           |                            | Carlotta Gioacchina di Borbone-Spagna       | Carlo IV di Spagna                             |  |  |       |  |  |                           |  |  |                       |  |
|                                           |                            | Carlotta Gioacchina di Borbone-Spagna       | Maria Luisa di Borbone-Parma                   |  |  |       |  |  |                           |  |  |                       |  |
| Maria Antonia di Braganza                 |                            | Carlotta Gioacchina di Borbone-Spagna       |                                                |  |  |       |  |  |                           |  |  |                       |  |
|                                           |                            | Costantino di Löwenstein-Wertheim-Rosenberg | Carlo Tommaso di Löwenstein-Wertheim-Rosenberg |  |  |       |  |  |                           |  |  |                       |  |
|                                           |                            | Costantino di Löwenstein-Wertheim-Rosenberg | Carlo Tommaso di Löwenstein-Wertheim-Rosenberg |  |  |       |  |  |                           |  |  |                       |  |
|                                           |                            | Costantino di Löwenstein-Wertheim-Rosenberg | Sofia di Windisch-Grätz                        |  |  |       |  |  |                           |  |  |                       |  |
| Adelaide di Löwenstein-Wertheim-Rosenberg |                            | Costantino di Löwenstein-Wertheim-Rosenberg |                                                |  |  |       |  |  |                           |  |  |                       |  |
|                                           |                            | Agnese di Hohenlohe-Langenburg              | Carlo Ludovico I di Hohenlohe-Langenburg       |  |  |       |  |  |                           |  |  |                       |  |
|                                           |                            | Agnese di Hohenlohe-Langenburg              | Carlo Ludovico I di Hohenlohe-Langenburg       |  |  |       |  |  |                           |  |  |                       |  |
|                                           |                            | Agnese di Hohenlohe-Langenburg              | Amalia Enrichetta di Solms-Baruth              |  |  |       |  |  |                           |  |  |                       |  |
|                                           |                            | Agnese di Hohenlohe-Langenburg              |                                                |  |  |       |  |  |                           |  |  |                       |  |